# Estação Popotla
A Estação Popotla é uma das estações do Metrô da Cidade do México, situada na Cidade do México, entre a Estação Cuitláhuac e a Estação Colegio Militar. Administrada pelo Sistema de Transporte Colectivo, faz parte da Linha 2.
Foi inaugurada em 14 de setembro de 1970. Localiza-se no cruzamento da Estrada México-Tacuba com o Beco de la Zanja e a Rua Colegio Militar. Atende os bairros Popotla e Nextitla, situados na demarcação territorial de Miguel Hidalgo. A estação registrou um movimento de 3.766.005 passageiros em 2016.